# Dacini
I Dacini sono una tribù compresa nella famiglia dei Tephritidae, sottofamiglia Dacinae  (Ditteri Brachiceri Ciclorrafi Schizofori).

## Generalità
Alla tribù Dacini (Dacidae sec. MUNRO 1984) appartengono due gruppi:
- uno, con urotergiti III-V fusi, comprende specie quasi tutte africane e che vivono da larva a spese soprattutto di Asclepiadaceae e Cucurbitaceae;
- l'altro, con urotergiti liberi, comprende la maggior parte delle specie e che vivono da carpofaghe sui fruttiferi.

Comprende circa 700 specie diffuse in aree subtropicali e tropicali dell'Africa, dell'Asia e dell'Oceania, assenti nelle Americhe. Il genere Dacus FABRICIUS comprende numerose specie, oggi quasi tutte trasferite al Genere Bactrocera MACQ da DREW, 1989, per avere gli urotergiti separati, mentre sono fusi in Dacus. Si tratta di specie di grande importanza agraria in aree tropicali, che si estendono per un certo tratto nell'areale paleartico provenendo dal continente africano o da entrambi gli areali.

## Sistematica
La tribù dei Dacini comprende 765 specie  ripartite fra tre generi:
- Bactrocera. Comprende 520 specie, 549 secondo [2].
- Dacus. Comprende 143 specie, 247 secondo [3].
- Monacrostichus. Comprende 2 specie.